# 2312 (roman)
2312 är en science-fictionroman skriven 2012 av Kim Stanley Robinson. Den utspelar sig under år 2312, när samhället har spritt sig över solsystemet och Jorden sargats av klimatförändringar.. Merparten av handlingen äger rum på planeten Merkurius, mer specifikt i den rullande staden Terminator, som sakta drivs runt planeten för att hålla sig i värmen men utanför direkt solstrålning. Konceptet beskrevs första gången i  Robinsons tidigare roman The Memory of Whiteness (1985)..
Boken nominerades som 2013 års bästa roman till såväl Nebulapriset  som Hugopriset.